# Liliana Lewińska
Liliana Lewińska (ur. 2 listopada 2008 we Wrocławiu) – polska gimnastyczka artystyczna. Zawodniczka klubu UKS Kopernik Wrocław, reprezentantka Polski. Wicemistrzyni Europy w układzie z maczugami z 2024, mistrzyni świata juniorek (maczugi i wstążka) z 2023 oraz srebrna (obręcz i maczugi) i brązowa medalistka (wstążka) mistrzostw Europy juniorek z 2022.

## Życie osobiste
Liliana Lewińska urodziła się 2 listopada 2008 we Wrocławiu w rodzinie Rajmunda i Krystyny z domu Leśkiewicz. Jej ojciec jest sędzią koszykówki i nauczycielem wychowania fizycznego. Jej matka trenowała gimnastykę artystyczną, reprezentując Polskę na igrzyskach olimpijskich w Atlancie. Po zakończeniu kariery została głównym trenerem i członkiem zarządu klubu UKS Kopernik Wrocław, jak również trenerką córki i trenerem kadry narodowej juniorek w ćwiczeniach indywidualnych. Liliana ma młodszą siostrę Laurę (ur. 2011), również gimnastyczkę.

## Przebieg kariery

### Początki
Już w wieku niemowlęcym Liliana była zabierana na treningi przez matkę, która nie miała komu oddać jej pod opiekę, po czym dziewczynka przed ukończeniem 5. roku życia otrzymała swój pierwszy przybór gimnastyczny – piłkę na Ogólnopolskiej Olimpiadzie Młodzieży we Wrocławiu, co w wywiadzie uznała za początek swojej kariery sportowej. Lewińska zanotowała pierwszy występ na zawodach 23 marca 2015 r. podczas „Mokotowskiej Wiosny” w Warszawie, gdzie zajęła 8. miejsce.

### Juniorki
Od początku kariery Liliana zajmowała wysokie miejsca na lokalnych i ogólnopolskich turniejach gimnastyki artystycznej. Zdobywała także medale na mistrzostwach Polski juniorów zarówno indywidualnie, jak i w drużynie. Regularnie powoływana do kadry narodowej juniorek.
W lutym 2021 Lewińska wystartowała w Międzynarodowym Turnieju juniorek i seniorek Moskwa 2021, zdobywając brązowy medal w wieloboju i układzie z maczugami. Był to jej pierwszy międzynarodowy sukces. Stawała także na podium zawodów między innymi w Sofii, Atenach, Lizbonie i Baku.
W 2022 na mistrzostwach Europy w gimnastyce artystycznej, rozgrywanych w czerwcu w Tel Awiwie, zakwalifikowała się do wszystkich czterech finałów, zdobywając dwa srebrne medale – w układzie z obręczą i maczugami oraz brąz w układzie ze wstążką. W lipcu 2023 zdobyła dwa złote medale (układ z maczugami i wstążką) podczas mistrzostw świata juniorek w Klużu-Napoce. Została pierwszą Polką, która stanęła na podium mistrzostw świata w tej dyscyplinie w jakiejkolwiek konkurencji i kategorii wiekowej.

### Seniorki
W 2024 Liliana Lewińska zapisała się w kronikach gimnastyki artystycznej w Polsce. Nastoletnia zawodniczka zajęła trzecie miejsce na podium w zawodach Pucharu Świata w Atenach w kategorii układu z obręczą. Jest to pierwszy osobisty medal Pucharu Świata w historii polskiej gimnastyki artystycznej. Na mistrzostwach Europy w Budapeszcie w 2024 zdobyła srebrny medal w układzie z maczugami.